# Броненосці берегової оборони типу «Ідра»

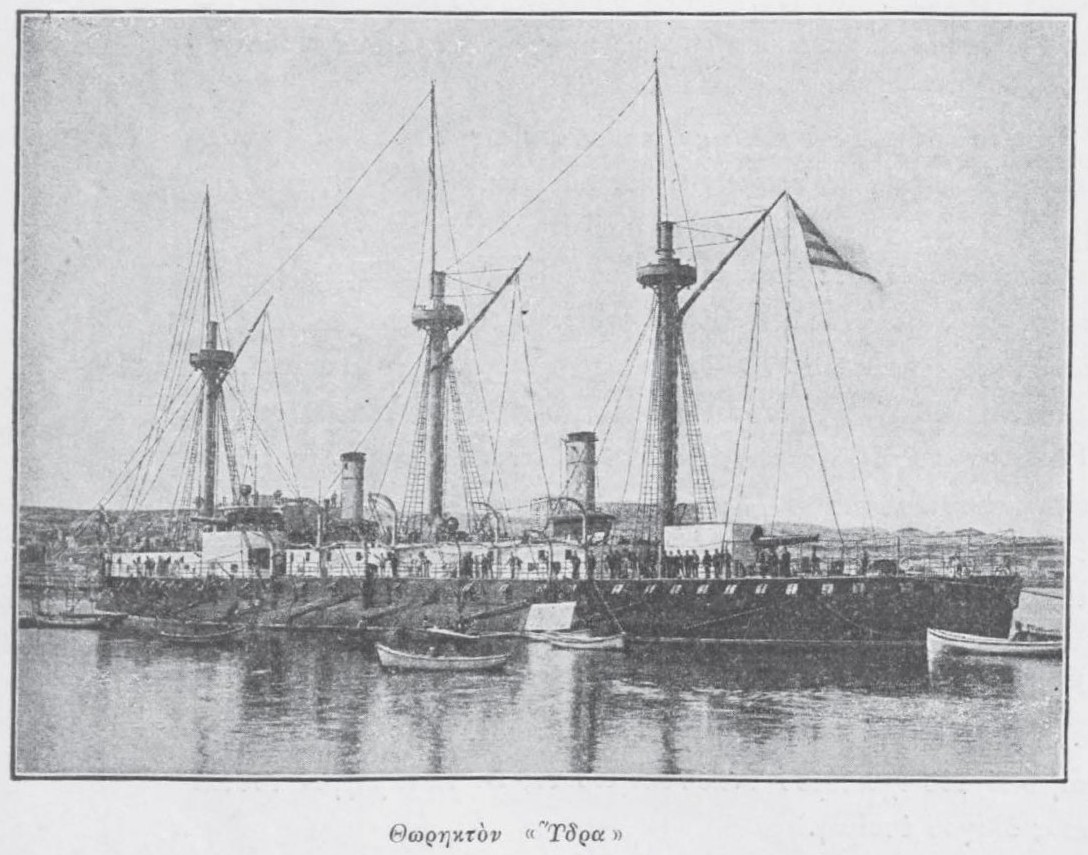
«Ідра» на фотографії 1896 року

Тип «Ідра» броненосців берегової оборони складався з трьох кораблів, «Ідра», «Псара» і «Спеце». Кораблі були замовлені з Франції у 1885 році під час каденції прем'єра Харілаоса Трикупіса, як частина більш широкої програми реорганізації та модернізації грецьких збройних сил, які виявилися неадекватними під час критського повстання 1866 року. Спущені на воду у 1889 та 1890 роках, кораблі були готові до служби у ВМС Греції до 1892 року. Вони були озброєні основною батареєю з трьох 274 міліметрових гармат та п'ятьма 150 міліметровими гарматами і мали максимальну швидкість 17 вузлів.
Кораблі часто використовувалися разом протягом своєї кар'єри. Їх участь у греко— турецькій війні 1897 року була обмежена через втручання великих держав. Модернізації у 1890-х та 1900-х роках посилили озброєння кораблів, але на початок Першої Балканської війни вони були надто повільними, аби тримати стрій разом з новими кораблями грецького флоту, зокрема броненосним крейсером Георгіос Авероф. Вони взяли участь у битві при Еллі, але залишилися далеко позаду через свою низьку швидкість у битві при Лемносі. Сильно застарілі кораблі після війни використовувалися для виконання допоміжних функцій і не залучалися до активної служби під час Першої світової війни. Кораблі планувалося продати в 1919 році, але вони залишалися у резерві до 1929 року.

## Конструкція
Балканська криза, що почалася з сербсько-болгарської війни, разом з розширенням османського флоту у 1860-х та 1870-х роках, спонукала грецький флот розпочати програму переозброєння. Крім того, грецький флот виявився занадто слабким, щоб ефективно кинути виклик османській військово-морським силам під час Критського повстання 1866 року. У 1885 р. Греція замовила три нові юроненосці типу «Ідра». Кораблі були замовлені верфям Гравіль та Сен-Назер у Франції під час каденції прем'єра Харілаоса Трикупіса.

### Характеристика

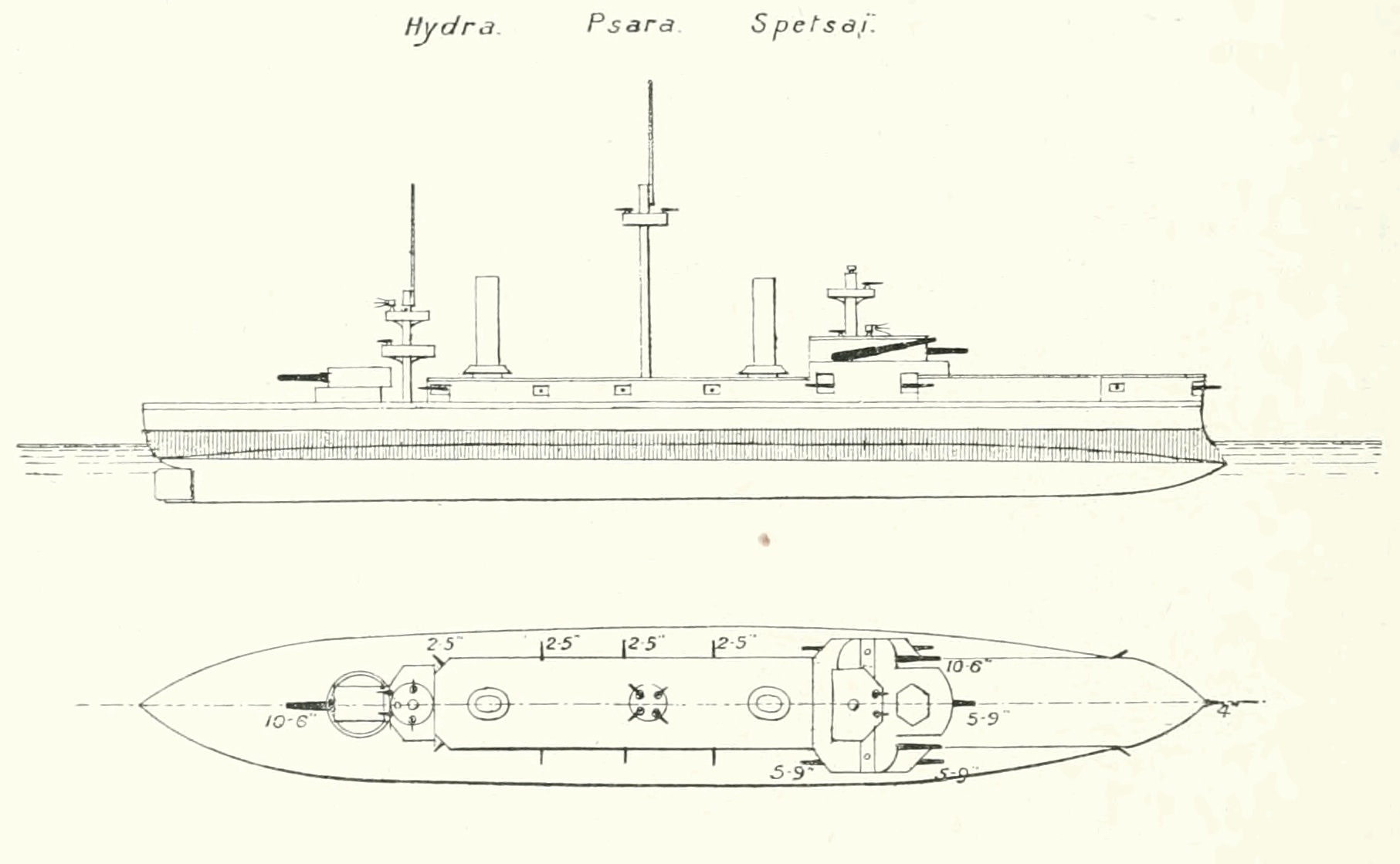
Загальний план кораблів типу «Ідра»

Довжина кораблів від носу до гвинта вздовж ватерлінії складала 102,1 метр, мідель мав 15,8 метрів, осадка — 5,5 метра. Їх водотонажність на момент побудови складала 4885 тон. На 1910, tїх водотонажність трохи виросла до 4 963 тони. Їх екіпаж складався з приблизно 400 осіб. Кораблі приводились у рух паровими машинами потрійного розширення потужністю 6 700 індикативних кінських сил. З котлів виводи йшли у дві труби. Корпус корабля був розділений на 118 водонепроникних відсіки.
Тип «Ідра» був озброєний основною батареєю з трьох 274 міліметрових гармат Кане. Дві гармати з довжиною ствола 34 калібри були встановлені на носу у барбетах з обох боків передньої надбудови. Третя гармата, з довжиною ствола 28 калібрів була розміщена у турельній башті. Допоміжне озброєння складалося з чотирьох 150 міліметрових гармат у казематах і п'ятої що була розміщена на центральній лінії на тій же палубі, що і основна батарея. Для захисту від міноносців було встановлено менші гармат. Серед них чотири 86 міліметрові, чотири 1-х гармати та шість револьверних гармат Готчкіса. Кораблі також були озброєні трьома 356 мілоіметровими торпедними апаратами. Дві були розміщені по бортам, а один був встановлений на носі.
Кораблі були броньовані сумішшю броні Крезо і сталі-компаунд. Головний пояс мав товщину 305 міліметрів у середині судна, зменшуючись до 102 міліметрів у напрямку оконечностей. При нормальній водотонажності основний пояс простягався на 76 міліметрів над ватерлінією. Однак при повному навантаженні пояс був повністю занурений нижче ватерлінії, що каррдинально знижувало його ефективність. Вище пояса плити 76 міліметрової броні прикривали корпус корабля з боків. Товщина барбетів гармат головного калібру була 305 міліметрів та додатково захищалися бронею від 305 до 356 міліметрів У «Ідри» броньована палуба мала 48 міліметрів товщини, у «Спеце» та «Псари» її товщина зросла до 58 міліметрів

## Історія служби

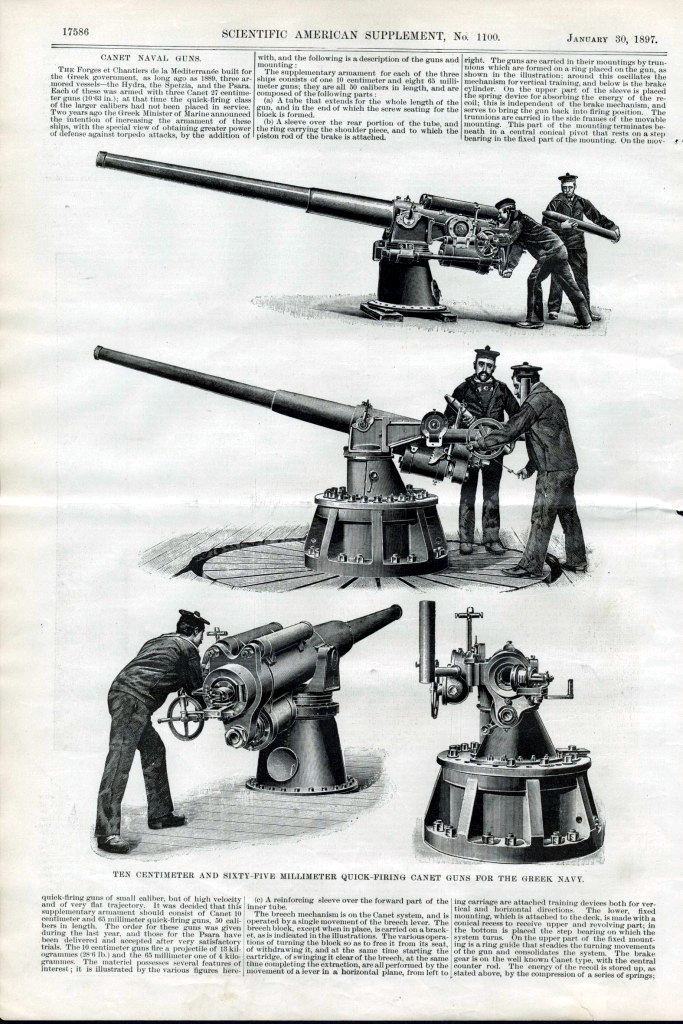
10-сантиметрові та 6,5-сантиметрові гармати Кане встановлені на кораблях типу «Ідра» під час їх першої модернізації

«Ідра» був побудований на верфі Ateliers et Chantiers de la Loire судноверфі у Сен — Назер, а «Спеце» і «Псара» на верфіSociété Nouvelle des Forges et Chantiers de la Méditerranée в Гравілі. «Ідра» була спущена на воду 15 травня 1889 року. «Спеца» була спущена на воду 26 жовтня 1889 року, а «Псара» 20 лютого 1890 р. Усі три кораблі здійснили перехід до Пірею та почали службу 1892 року.
Вродовж всієї своєї кар'єри всі три кораблі типу «Ідра» зазвичай діяли разом. У греко — турецькій війні 1897 року кораблі застосовувалися обмежено, оскільки Королівський флот Греції не зміг використати свою перевагу над османським флотом. Військово-морський флот Османської Імперії залишався в порту під час конфлікту, але втручання ескадри Великих держав завадило грекам скористатися своєю перевагою. Безпосередньо після війни три кораблі були частково переозброєні, роботи тривали до 1900 року. Їх малокаліберні гармати були замінені на одну 99 мілеметрову гармату спуреду доволі комічно :), восьми 65 міліметрових, чотири 3-фунтових і десяти однофунтових револьверних гармат. Один з 14 дюймових торпедних апаратів був замінений на 15 дюймовий (380 міліметрів).
У 1908—1910 роках озброєння кораблів було знову змінено. Старі 150 міліметрові гармати були замінені нові моделі з довшим стволом. Три кораблі брали участь у бойових діях Першої Балканської війни в 1912 році в битві при Еллі. У наступній битві при Лемносі кораблі залишилися позаду через свою повільну швидкість і не змогли вступити в бій з османським флотом.
До 1914 р. «Ідра» та «Псара» несли переважно небойову службу: «Ідра» стала навчальним кораблем для артилеристів, а «Псара» використовувався для підготовки спеціалістів для обслуговування двигунів. Під час Першої світової війни, Греція зі значною затримкою вступила у неї на боці Антанти і кораблі типу «Ідра» служили берегової оборони. Вони вже застаріли і були виведені з експлуатації відразу після війни, хоча їхні корпуси продовжували використовуватись для розміщення військово-морських навчальних закладів та плавучі казарми протягом десятиліття. Усі три кораблі були розібрані на брухт у 1929 році.